# Лексикографічний інститут імені Мирослава Крлежі

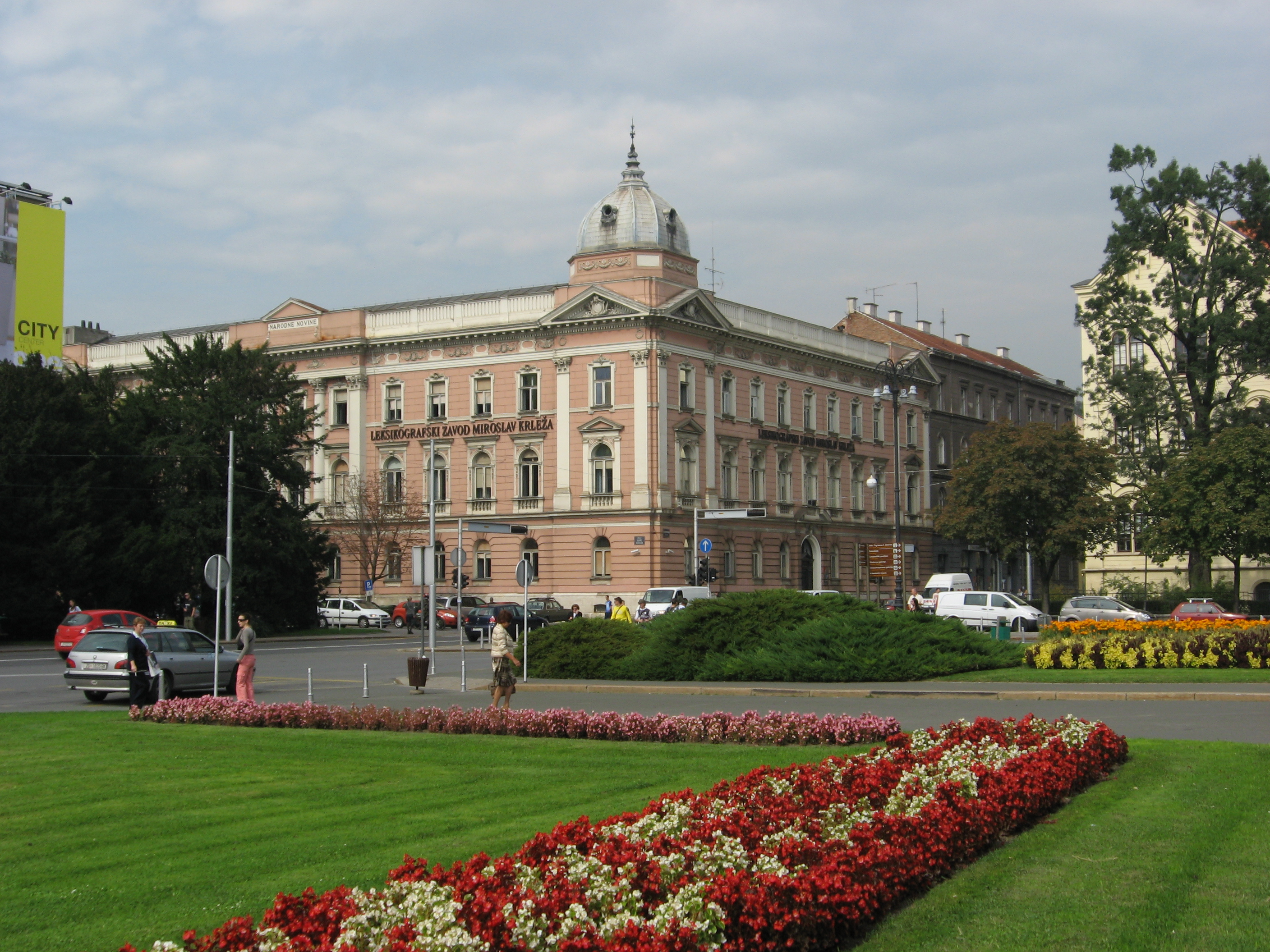
Будівля інституту на площі Маршала Тіто в Загребі.

Лексикографічний інститут імені Мирослава Крлежі (хорв. Leksikografski zavod Miroslav Krleža, LZMK) — національний лексикографічний інститут в Хорватії.. Розташований в Загребі, заснований в 1950 році як Національний лексикографічний інститут Соціалістичної Федеративної Республіки Югославія. Філії перебували в Белграді та Любляні.
Перейменований на честь свого засновника, хорватського письменника Мирослава Крлежі в 1983 році, і став називатися Югославським лексикографічних Інститутом «Мирослав Крлежа» (Jugoslavenski leksikografski zavod «Miroslav Krleža»). Свою нинішню назву інститут отримав у 1991 році, після розпаду Югославії.
Серед співробітників інституту — колишня радянська кіноактриса, нині літературний діяч, Наталія Воробйова-Хржич.